# カレル・ヒネク・マーハ
カレル・ヒネク・マーハ (Karel Hynek Mácha チェコ語発音: [ˈkarɛl ˈɦɪnɛk ˈmaːxa]) (1810年11月16日 – 1836年11月6日)は、チェコの詩人。

## 生涯
マーハはプラハで工場長の息子として育った。学校ではラテン語やドイツ語を学んだ。法律を勉強するためプラハ大学に通った。また在学中に演劇に関わって(彼は俳優として1832年7月にベネショフでヤン・ネポムク・ステパネクの最初の戯曲「Čech a Němec」に登場している)、そこでエレオノラ・ショムコヴァーと出会う、2人は未婚のまま息子をさずかる。彼は山歩きを楽しむ旅好きであり、それはたいへん熱心な徒歩者であった。彼は最終的に法律学校の試験準備や詩を書くため、プラハから約60キロ離れている静かな町リトムニェジツェに移った。彼はエレオノラ・ショムコヴァーと婚約が決まる3日前に法律家の助手として働き始めてそのわずか数週間後、マーハは火事の消火の手伝いに専念し、まもなく肺炎で死去した。死去の翌日にプラハで結婚式を挙げる予定であった。
マーハはリトムニェジツェにある貧困者の墓に埋葬された。死後になってから評価され始め、1939年に遺骨が掘り出されたあと、プラハにあるヴィシェフラド民族墓地で正式に改葬された。彼の銅像はプラハのペトシーン公園に建てられている。1937年の伝記映画「Karel Hynek Mácha」はズデナ・スモロヴァ―により製作されている。マーハ湖 (チェコ語：Máchovo jezero) は1961年に彼の名にちなんで名付けられている。
マーハはスコットカタログ番号213-214収録の1936年4月30日に発行された1コルナ切手と50ハレル切手に描かれるという光栄に浴した。プラハで見つかったマーハの像が描かれている切手はチェコスロバキア ('Československo')の郵便機関により発行される。彼は再び、2010年3月10日にチェコ共和国 ('Česká Pošta')の郵便機関により発行された43コルナ切手において栄誉を与えられている。この43コルナ切手は小型シートとして発行された。マーハを称えるこの切手のスコットカタログ番号は3446番である。

## 作品

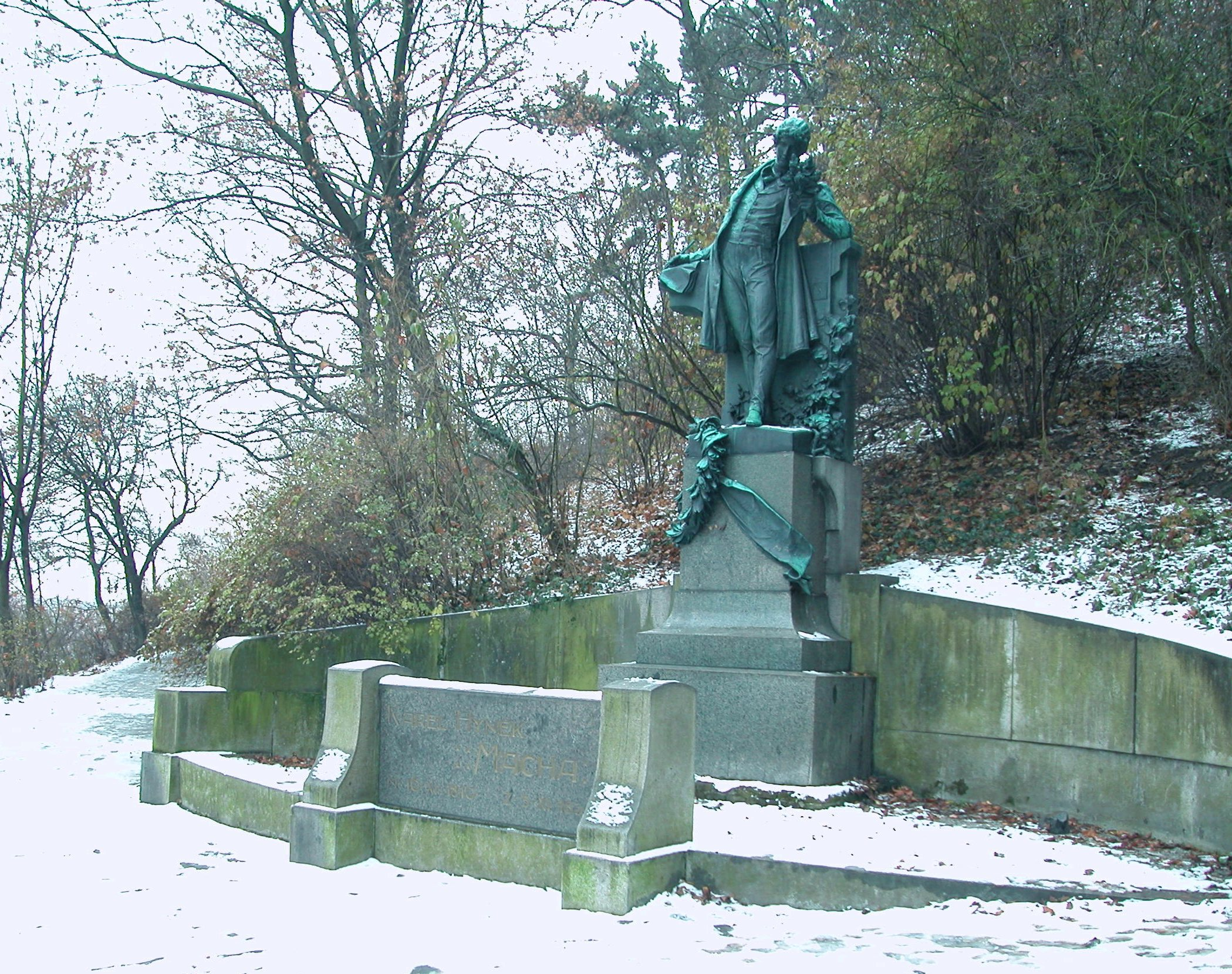
プラハのペトシーン公園にあるカレル・ヒネク・マーハ像

死去する直前の1836年に発表された叙事詩「Máj」(5月)は国家思想と調和せずあまりにも個人主義的であったため同時代の人々を困惑させた。チェコの劇作家ヨゼフ・カイェターン・ティルはマーハの作風をもじった「Rozervanec」(カオス)を書いた。詩「Máj」は出版社によって拒否されたことから、マーハは自己負担で自費出版専門の出版社で刊行し、間も無く夭逝した。
マーハの天賦の才は、1850年代の詩人や小説家 (ヤン・ネルダ、ヴィーチェスラフ・ハーレク、カロリナ・スヴェトラー)達により後年になって発掘され、大いに称賛された。詩文「Máj」は現在ではチェコ・ロマン主義における最高級の作品とみなされ、さらにチェコ詩における最高の一作と考えられている。それは実存主義、疎外、分離、シュルレアリスムなど、20世紀文学が持つ傾向の多くを予示していた。
1936年にヨゼフ・ボフスラフ・フェルステルは合唱とオーケストラのための作品159で詩「Máj」を舞台に設定している。
マーハは「Obrazy ze života mého」と題された自叙伝の概要をまとめ、1835年–36年の小説「Cikáni」(ジプシー)、幾らかの独特な詩だけでなく、エレオノラ・ショムコヴァーとの性的な出会いを詳述した日誌なども書いている。1834年には「Denník na cestě do Itálie」でヴェネツィア、トリエステ、リュブリャナ (彼はスロベニアの国民的詩人フランツェ・プレシェーレンと出会う)への旅を書きあらわしている。彼の「秘密の日記」は1835年秋においてエレオノラ・ショムコヴァーと彼の関係における私的な一節、日常生活について描かれている。